# Johnston McCulley
Johnston McCulley, född 2 februari 1883 i Ottawa i Illinois, död 23 november 1958 i Los Angeles, var en amerikansk författare. 
McCulley var en renodlad så kallad brödskrivare som på beställning skrev det som efterfrågades. Hans produktion omfattar ett 50-tal romaner (kiosklitteratur), hundratals noveller och ett stort antal film- och TV-manus. Han är bäst känd som upphovsman till Zorro, som först uppträdde i en följetong i tidskriften All-Story Weekly 1919.

## Filmmanus i urval
- 1918 – Obeställbart gods
- 1920 – Zorros märke
- 1936 – Zorro kommer tillbaka
- 1938 – Rosen från Rio Grande
- 1940 – Zorros märke
- 1941 – Doomed Caravan
- 1943 – Outlaws of Stampede Pass
- 1944 – Raiders of the Border
- 1946 – Don Ricardo Returns
- 1951 – Blixtrande klingor
- 1954 – The Black Pirates
- 1974 – Zorros märke
- 1998 – Zorro – Den maskerade hämnaren
- 2005 – Legenden om Zorro

## Böcker i svensk översättning
- 1948 – Zorros märke
- 1991 – Zorro (fr. original "Zorro", övers. av fransk bearb. av Johnston McCulley) ISBN 91-32-13226-3
- 1991 – Zorros återkomst (fr. original "Le retour de Zorro", övers. av fransk bearb. av Johnston McCulley) ISBN 91-32-13227-1